# Maria Leopoldina Paolicchi
Maria Leopoldina Paolicchi (Pisa, 1854 - Florència, 16 de juliol de 1932) fou una mezzosoprano i contralt italiana.

## Biografia
Va néixer al barri de Porta a Piagge de Pisa. Començà els seus estudis a la ciutat veïna de Lucca, amb el professor Angeloti i els acabà al Conservatori de Florència, amb el compositor i professor Giuseppe Ceccherini.
El 1877 va participar al Teatro Politeama de Pisa en l'òpera Maria di Rohan de Gaetano Donizetti, sent encara estudiant segons el diari La Provincia di Pisa, i al mateix teatre va participar en una òpera de L. Nicolai anomenada I Ciarlatani, amb alguns joves cantants pisans. A l'edat de 23 anys, el 1878, va participar en alguns concerts al teatre Verdi de Pisa. El mateix any va participar també en altres òperes en aquell teatre: Rigoletto (en el paper de Maddalena) de Giuseppe Verdi i L'ebrea de Fromental Halévy. El 1882 va interpretar el difícil paper d'Arsaces a Semiramide de Gioachino Rossini al Teatro Comunale de Treviso, el paper de Cosilda a Ruy Blas de Filippo Marchetti, al teatre Verdi de Carrara, i el d'UIrica de l'òpera Un ballo in maschera de Verdi al Teatro Civico de Càller.
Va participar en la temporada 1883-1884 del Gran Teatre del Liceu de Barcelona, en les òperes Mefistofele d'Arrigo Boito i Martha de Friedrich von Flotow. Abans havia participat en la temporada del Teatre del Buen Retiro en Il trovatore de Verdi al Teatre el Buen Retiro de Barcelona, en el paper d'Azucena, en Fra diavolo de Daniel Auber, en Gli Ugonotti de Giacomo Meyerbeer, La favorita de Donizetti, Rigoletto, Mefistofele, Un ballo in maschera, ja al mes de desembre, Saffo de Giovanni Pacini, també el desembre, i Linda di Chamounix de Donizetti.
El 1884 va conèixer el seu futur marit, el compositor Leopoldo Mugnone, que dirigia La Favorita de Donizetti a Pisa aquell any. Es va crear un vincle indissoluble entre els dos que va durar tota la vida.
Maria Leopoldina va representar l'any següent, 1885, l'òpera Mefistofele amb el pisà Gaetano Monti i l'òpera Dolores d'Auteri Manzocchi al Teatro Verdi de Pisa. El gener de 1886 va participar en l'estrena a la ciutat de Florència de l'òpera Margherita de Ciro Pinsuti, al Teatro della Pergola, amb direcció del seu marit. Aquest any de 1886 va participar en una altra estrena, al Teatro Manzoni de Milà, la de l'òpera Don Cesare di Bazan del baríton i compositor Senatore Sparapani (1847-1926), sota la direcció de Leopoldo Mugnone. Al mateix teatre, i també dirigida pel seu marit, va participar en l'òpera I promessi sposi d'Amilcare Ponchielli.
El 1887 va cantar al Teatro Avvalorati de Liorna el paper de Preziosilla de l'òpera La forza del destino de Verdi. El mateix any va fer el paper protagonista de l'òpera Carmen de Georges Bizet al Teatro Sociale d'Udine.
La temporada 1888-1889 va participar al Teatro Costanzi (Teatro dell'Opera) de Roma en una important producció dels Gli Ugonotti de Meyerbeer, a més d'en tres òperes més amb el seu marit com a director d'orquestra: El comte de Gleichen d' Auteri Manzocchi, Mignon d'Ambroise Thomas i Linda di Chamounix (en el paper de Pierotto). Aquesta òpera l'havia cantant també a Torí el 1882 i a París el maig de 1889, al Teatre Gaité Politeama.
Va actuar al Gran Teatre del Liceu de Barcelona en la temporada d'hivern 1892-1893, representant el paper d'Ortrud de l'òpera Lohengrin de Richard Wagner, una òpera a la qual debutà també al Liceu la soprano Teresa Arkel en el paper d'Elsa, dirigides pel marit de Leopoldina. Va representar també el de la dama de Lady Macbeth de l'òpera Macbeth de Verdi i el paper principal de l'òpera Il Biricchino, en la seva estrena al Liceu del 26 de gener de 1893, amb música i direcció del seu marit. Aquesta òpera havia estat estrenada el 1892 a Venècia i més tard fou interpretada a Viena el setembre de 1892, amb la participació de Paolicchi.
El 1899 es va retirar dels escenaris per dedicar-se a l'ensenyament amb el seu marit a Florència, obrint una escola per a cantants d'òpera.
Els dos cònjuges van ser amics i van freqüentar Giuseppe Verdi, fins i tot a la casa d'aquest a Le Roncole. Algunes fotografies testimonien aquesta amistat, que també les retrata juntament amb cantants famosos de l'època com ara Francesco Tamagno i altres amics de Verdi.